# テレビ朝日・六本木ヒルズ 夏祭り SUMMER STATION
『テレビ朝日・六本木ヒルズ 夏祭り SUMMER STATION』（テレビあさひ・ろっぽんぎヒルズなつまつりサマーステーション）は、テレビ朝日が主催し、東京都港区六本木のテレビ朝日本社および六本木ヒルズおよび周辺で毎年夏に開催されるイベント。2014年より開催。

## 概要
テレビ朝日本社及び六本木ヒルズ全域を主会場とし、テレビ朝日の人気番組のアトラクション、音楽ライブ、ビアガーデンなどで構成される。入場は無料。森ビルが特別協力。
2014年夏、テレビ朝日が開局55周年を迎えたのを機に、同局では初となる夏の大型イベントとして、またデジタル時代を見据え、街を挙げてリアルな体験とコミュニケーションを提供する「メディアシティ構想」の目玉として、同局本社を含む六本木ヒルズ全域で開催。初年度は7月19日から8月24日まで、約37日間にわたって開催され、述べ445万人が来場した。
これまでに在京民放キー他局では、フジテレビが台場、日本テレビが汐留、TBSが赤坂サカスでそれぞれ夏イベントを毎年開催しているが、テレビ朝日はそれらに遅れる形で、このイベントを立ち上げた。なお、夏の大型イベントとしては同局初の試みだが、それ以前の1997年8月2日から8月10日には臨海副都心の有明地区（東京ビッグサイト周辺、現在の東京ガーデンシアター・パナソニックセンター東京・TOC有明の敷地）にて、同局視聴者への「ファン感謝イベント」として「パイン'97in有明」を開催した実績がある。
2回目の開催となった2015年は7月18日より約37日間にわたって開催され、前年を18万人上回る、延べ463万人が来場した。この年から「サマパス」（後述）の販売が開始された。
3回目となった2016年は、7月16日から8月28日まで、会期最長となる44日間にわたって開催され、過去最多の延べ544万人が来場した。
4回目となった2017年は、7月15日から8月27日まで、前年と同様44日間にわたって開催され、六本木ヒルズ以外にも各所にてサテライトイベントが行われた。本イベント最大の目玉イベントとして、7月17日に千葉・幕張メッセにて音楽イベント「tv asahi SUMMER STATION LIVE in 幕張」が開催された。
5回目を迎えた2018年は、7月14日から8月26日まで、3年連続となる44日間にわたって開催された。
6回目を迎えた2019年は、7月13日から8月25日まで、4年連続となる44日間にわたって開催された。
7回目を予定していた2020年は、新型コロナウイルス感染拡大に伴いEXシアター六本木でのライブも含めて全面的に中止となった。
7回目を迎えた2021年についても昨年と同様に六本木ヒルズでのイベントは中止となったものの、EXシアター六本木にてジャニーズJr.（美 少年、7 MEN 侍、少年忍者）のライブが開催された。なお、予定されていた少年忍者公演のうち6公演は、出演者の新型コロナウイルス感染の影響で中止となった。
11回目を迎えた2025年は昨年までの「SUMMER STATION」ではなく「テレビ朝日・六本木ヒルズ SUMMER FES」として7月19日から8月17日まで、34日間にわたって開催予定。

## 会場エリア
六本木ヒルズエリア全体をイベント会場とする。
- テレビ朝日本社ビル - 番組アトラクション、など
- 六本木ヒルズアリーナ - 「SUMMER STATION LIVE アリーナ」→「コカ・コーラ SUMMER FES 音楽LIVE」音楽ライブ、番組連動イベント（一部収録を兼ねたものあり）など
- 66プラザ - 「66ドラえもんひろば」（ドラえもんの人形を展示）
- 大屋根プラザ
- 毛利庭園 - 水上プレミアムガーデン、など
- EX THEATER ROPPONGI

## 開催日程
| 年     | 開催期間          | 開催日数 | テーマソング                                          | 来場者数  |
| ------ | ----------------- | -------- | ----------------------------------------------------- | --------- |
| 2014年 | 7月19日 - 8月24日 | 37日間   |                                                       | 4,456,883 |
| 2015年 | 7月18日 - 8月23日 | 37日間   | Mr.King vs Mr.Prince「サマー・ステーション」          | 4,631,772 |
| 2016年 | 7月16日 - 8月28日 | 44日間   | Mr.KING「OH!サマーKING」                              | 5,440,000 |
| 2017年 | 7月15日 - 8月27日 | 44日間   | Mr.KING & 東京B少年 & HiHi Jets「スペースジャーニー」 | 5,850,000 |
| 2018年 | 7月14日 - 8月26日 | 44日間   | HiHi Jets & 東京B少年「みなみなサマー」               |           |
| 2019年 | 7月13日 - 8月25日 | 44日間   | HiHi Jets & 美 少年「おいで、Sunshine!」              |           |
| 2020年 | 中止              | -        | -                                                     | -         |
| 2021年 | 中止              | -        | -                                                     | -         |
| 2022年 | 7月23日 - 8月28日 | 37日間   | HiHi Jets & 美 少年「未来SUNRISE」                    |           |
| 2023年 | 7月22日 - 8月27日 | 37日間   | 少年忍者「Amazing Summer」                            |           |
| 2024年 | 7月20日 - 8月25日 | 37日間   | ジュニア「Motto」                                     |           |
| 2025年 | 7月19日 - 8月17日 | 34日間   | B&ZAI「なつ♡あい」                                    |           |

## マスコットキャラクター
マスコットキャラクターは、テレビ朝日のキャラクターである「ゴーちゃん。」がそのまま起用されている。

## 応援サポーター
2015年はジャニーズJr.のユニットMr.King vs Mr.Prince（現：King & Prince）が「夏祭り応援サポーター」を務め、同ユニットの歌う「サマー・ステーション」がイベントテーマ曲に起用された。翌2016年から2年間はMr.KING（平野紫耀・永瀬廉・髙橋海人）のみが引き続き「サマステ応援サポーター」を務めた。
King & Princeのデビューに伴う交代として、2018年、2019年と2022年はジャニーズJr.のユニットHiHi Jetsと美 少年が応援サポーターを務めた。2023年は少年忍者が応援サポーターを務めている。

## サマパス
本イベントでは、特典付きのスペシャルパスとして、「サマパス」を販売する。

## 過去に開催したイベント・ブース

### 2014年

#### 66プラザ
- 66ドラえもんひろば

#### 毛利庭園
- 水上プレミアムガーデン
- 六本木ヒルズ盆踊りとのコラボレーション（最終週末3日間に開催）[1]

### 2015年

#### 六本木ヒルズアリーナ
「SUMMER STATION LIVE アリーナ」
- コカ・コーラ SUMMER STATION LIVEアリーナ（7月20日 - 8月16日）

- 番組連動イベント

- ヒーローショー&握手会（手裏剣戦隊ニンニンジャー、仮面ライダードライブ）
- 仮面ライダードライブ・手裏剣戦隊ニンニンジャー夏映画スペシャルイベント
- TamaHome NIGHT LIVE（7月19日 - 8月15日）

- コカ・コーラ #夏を変えよう STATION
- シノ×パニseleciton
- 世界一のセカイ 〜スポーツバーチャル体験〜

#### テレビ朝日本社
社員食堂&テラス（7階）
- テレ朝バラエティ食堂
- ドラえもんびっくり!?巨大バルーン

イベントスペースumu
- コカ・コーラ ボトルアートツアー
- 東京ディズニーシー ダッフィーの特別展示

正面エリア
- TOYOTOWN SIENTA スポーツエリア

#### 森タワー
東京シティビュー（52階）
- ももクロChan presents ももクロ大冒険Ⅲ～天空の戦士たち～（ - 8月31日）

#### 66プラザ
- 66ドラえもんひろば

#### 毛利庭園
- 水上プレミアムガーデン（7月15日 - 8月25日）

#### 大屋根プラザ
- SUMMER STATION フードコート

#### ヒルズカフェ
- ダイハツWAKE presents かき氷コレクション

#### EX THEATER ROPPONGI
- ガムシャラ!サマーステーション

#### メトロハット前
- Be a driver. Experience at Roppongi - マツダ・CX-3、マツダ・ロードスターの展示など

#### けやき坂
- NISSANブース

### 2016年

#### 六本木ヒルズアリーナ
「コカ・コーラ SUMMER STATION LIVE アリーナ」
- コカ・コーラ SUMMER STATION 音楽ライブ（7月16日 - 8月21日）

- 番組連動イベント

- ヒーローショー&握手会（動物戦隊ジュウオウジャー、仮面ライダーゴースト）
- 仮面ライダーゴースト・動物戦隊ジュウオウジャー夏映画スペシャルイベント
- Parteen’s Party #パティピ（8月11日 - 8月14日、詳細）
- DINO ARENA 〜驚異の恐竜体験!〜（8月18日 - 8月21日）

#### テレビ朝日本社
社員食堂&テラス（7階）
- マイナビバラエティ食堂
- ドラえもん ミルクランド北海道

正面エリア
- PASSO presents かき氷コレクション

#### イーストコート
- ドラえもん 南極カチコチパーク

#### 66プラザ
- 66ドラえもんひろば

#### 毛利庭園
- 水上プレミアムガーデン（7月15日 - 8月25日）

#### 大屋根プラザ
- SUMMER STATION フードコート

#### EX THEATER ROPPONGI
- サマステ ジャニーズキング[19]

### 2017年

#### EX THEATER ROPPONGI
- ジャニーズJr.EXシアター公演『〜君たちが〜KING'S TREASURE』[27]

#### SUMMER STATION LIVE in 幕張
- 会場：幕張メッセ（千葉県千葉市美浜区）[10]
- 開催日：2017年7月17日（月曜日）
- 出演：EXILE THE SECOND、ゴールデンボンバー、flumpool、BLUE ENCOUNT、ほか

#### サテライトイベント
- ユーリ!!! on FESTIVAL - 7月16日、幕張メッセ[28]
- テレビ朝日若葉台夏祭り - 7月16日～20日、テレビ朝日若葉台メディアセンター[29]